# Mabell García
Sharon Mabell García Lucas (1964) es una abogada y activista LGBT ecuatoriana. Fue la primera persona transgénero en participar como candidata a un cargo de elección popular en la historia de Ecuador, además de la primera en graduarse de abogada en el país.
Es directora de la Fundación de Transgéneros Peninsular (Futpen). Fue además una de las protagonistas del documental A imagen y semejanza (2008), de la cineasta Diana Varas.

## Biografía
Debido al rechazo por parte de sus padres y de algunos de sus hermanos a su identidad de género, a los 16 años abandonó su hogar. Tras ello laboró como decoradora de interiores, cajera y peluquera. A los 26 años, decidió mudarse a la ciudad de Santa Elena.
Durante el gobierno del presidente conservador León Febres-Cordero Ribadeneyra (1984-1988), García fue víctima de violaciones a los derechos humanos por parte de miembros de la policía que formaban parte de los escuadrones volantes. De acuerdo a su testimonio, ella y otras personas LGBT en Guayaquil fueron llevadas al Cuartel Modelo, donde las obligaron a «hacer actos aberrantes» por vestir ropa considerada femenina.
Para las elecciones a la Asamblea Constituyente de Ecuador de 2007, García se presentó como candidata a asambleísta suplente por el Frente Social Constituyente, lo que la convirtió en la primera persona transgénero en ser candidata a un cargo de elección popular en Ecuador.

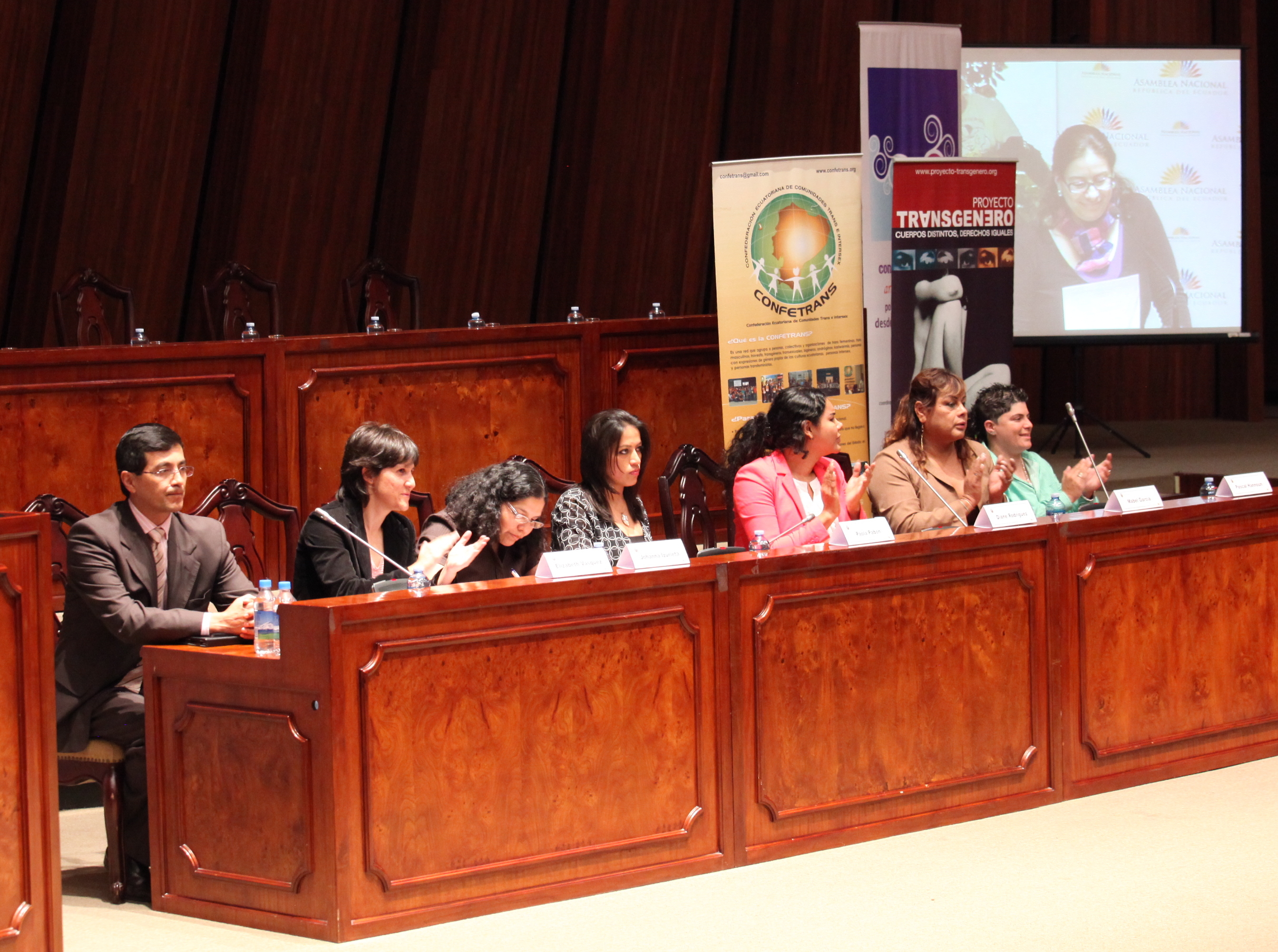
Mabell García en 2012 en la Asamblea Nacional del Ecuador.

En 2011 obtuvo el título de abogada en la Universidad Estatal Península de Santa Elena, con lo que se convirtió en la primera persona transgénero en graduarse de abogada en el país. Su tesis de titulación llevó por título: «Derechos jurídicos de la población de transgéneros y transexuales, y el impacto sociocultural en el cantón Salinas, provincia de Santa Elena, para asegurar la igualdad y equidad ante la ley».
Durante las elecciones presidenciales de 2013, se posicionó en contra del candidato Nelson Zavala, debido a sus propuestas de corte homofóbico.